# 2. pokrajinski štab Slovenske vojske
2. pokrajinski štab (kratica: 2. PŠTO/2. PŠSV) je bil pokrajinski štab, zadolžen za Dolenjsko pokrajino, sprva Teritorialne obrambe Republike Slovenije, nato pa Slovenske vojske, ki je bil aktiven med slovensko osamosvojitveno vojno.

## Zgodovina
PŠTO je bil ustanovljen konec septembra 1990 z reorganizacijo takratne TO RS in MSNZ.
V sklopu preoblikovanja slovenskih oboroženih sil (s sprejetjem Zakona o obrambo 20. decembra 1994) so PŠTO preimenovali v 2. pokrajinski štab Slovenske vojske (PŠSV).
Leta 1998 je bila izvedena nova strukturna reorganizacija Slovenske vojske, s katero je bil ukinjen pokrajinski štab.

## Organizacija
Junij 1991
- 21. območni štab Teritorialne obrambe Republike Slovenije (Novo mesto)
- 23. območni štab Teritorialne obrambe Republike Slovenije (Črnomelj)
- 25. območni štab Teritorialne obrambe Republike Slovenije (Brežice)
- 27. območni štab Teritorialne obrambe Republike Slovenije (Ribnica)

## Poveljstvo
Junij 1991
- poveljnik PŠTO: podpolkovnik Albin Gutman
- načelnik štaba PŠTO: major Rade Klisarič
- načelnik operativno učnega odseka: stotnik 1. razreda Marjan Grabnar
- načelnik obveščevalnega odseka: poročnik Bojan Zupanc
- načelnik odseka za organizacijsko mobilizacijske in personalne zadeve: višji vodnik 1. razreda Rado Cotič
- pomočnik za domovinsko vzgojo: višji vodnik Gorazd Šošter
- pomočnik za zaledje: stotnik 1. razreda Aleš Kulovec